# Верден
Верден (фр. Verdun) је француска општина, која се налази у округу Меза, Лоренског региона. Становници Вердена називају се Верденци (Verdunois). По подацима из 2006. године број становника у месту је био 19.374.

## Географија
Кроз Верден протиче река Меза. Званично име града до 1970. је било Верден на Мези (Verdun-sur-Meuse).
Иако има малу површину, он је град са највише становника у округу.
Најближи градови у округу су: Етан, Монмеди и Стенаи.

### Клима
| Клима (Верден)             | Клима (Верден) | Клима (Верден) | Клима (Верден) | Клима (Верден) | Клима (Верден) | Клима (Верден) | Клима (Верден) | Клима (Верден) | Клима (Верден) | Клима (Верден) | Клима (Верден) | Клима (Верден) | Клима (Верден) |
| Показатељ \ Месец          | .Јан.          | .Феб.          | .Мар.          | .Апр.          | .Мај.          | .Јун.          | .Јул.          | .Авг.          | .Сеп.          | .Окт.          | .Нов.          | .Дец.          | .Год.          |
| -------------------------- | -------------- | -------------- | -------------- | -------------- | -------------- | -------------- | -------------- | -------------- | -------------- | -------------- | -------------- | -------------- | -------------- |
| Средњи максимум, °C (°F)   | 4,0 (39,2)     | 6,2 (43,2)     | 9,9 (49,8)     | 13,0 (55,4)    | 18,3 (64,9)    | 21,6 (70,9)    | 23,8 (74,8)    | 23,4 (74,1)    | 20,2 (68,4)    | 14,7 (58,5)    | 8,3 (46,9)     | 4,9 (40,8)     | 14,1 (57,4)    |
| Просек, °C (°F)            | 1,5 (34,7)     | 2,8 (37)       | 5,8 (42,4)     | 9,1 (48,4)     | 13,2 (55,8)    | 16,4 (61,5)    | 18,4 (65,1)    | 18,0 (64,4)    | 15,0 (59)      | 10,6 (51,1)    | 5,3 (41,5)     | 2,4 (36,3)     | 9,9 (49,8)     |
| Средњи минимум, °C (°F)    | −1 (30)        | −0,5 (31,1)    | 1,7 (35,1)     | 4,3 (39,7)     | 8,0 (46,4)     | 11,2 (52,2)    | 12,9 (55,2)    | 12,7 (54,9)    | 9,9 (49,8)     | 6,5 (43,7)     | 2,4 (36,3)     | −0,1 (31,8)    | 5,7 (42,3)     |
| Количина падавина, mm (in) | 63,5 (25)      | 57,7 (22,72)   | 63,1 (24,84)   | 53,5 (21,06)   | 68,9 (27,13)   | 72,0 (28,35)   | 61,5 (24,21)   | 62,5 (24,61)   | 59,7 (23,5)    | 63,5 (25)      | 66,6 (26,22)   | 73,0 (28,74)   | 765,6 (301,42) |
| [ тражи се извор ]         |                |                |                |                |                |                |                |                |                |                |                |                |                |

## Историја
Верден је постојао још у римско време под називом Веродунум (Verodunum). У 4. веку добија седиште епархије.
Године 843. Верденским уговором је уређена подела царства Карла Великог.
У средњем веку, Верден добија „статус слободног града империје“, где је епископ имао и титулу кмета. Од 1552. године, Французи окупирају град и формирају са Мецом и Тулом - „Три Епархије“.
Анри II га је Вестфалским уговором из 1648. дефинитивно припојио Француској. 
Иако га је утврдио чувени архитекта утврђења Де Вобан, био је освајан 1792. и 1870. године.
Године 1916, Верденски фронт је постао један од најзначајнијих фронтова у Првом светском рату. Град је одолео свим нападима немачке армије.

## Демографија
| 1962.  | 1968.  | 1975.  | 1982.  | 1990.  | 1999.  | 2006.  | 2011.  |
| ------ | ------ | ------ | ------ | ------ | ------ | ------ | ------ |
| 21.982 | 22.013 | 23.621 | 21.516 | 20.753 | 19.624 | 19.374 | 18.291 |

## Економија
- Механичке и електричне конструкције;
- Текстил;
- Хемија.

## Администрација
Верден је оформљен као заједница општина, учешћем неколико суседних општина. Пет чланова заједнице су: Бетленвил (Béthelainville), Оденвил (Haudainville), Сиври ла Перш (Sivry-la-Perche), Тјервил на Мези (Thierville-sur-Meuse) и Верден.
Верден је подељен на 3 кантона:
- Кантон Верден-центар је формиран од једног дела Вердена, општина Белреиа и Дуњи на Мези (6.285 становника);
- Кантон Верден-исток је формиран од једног дела Вердена, општина Амбли на Мези, Белруп Верденски, Диу на Мези, Женикур на Мези, Оденвил, Руп Воеврански и Сомдиу (8.653 становника);
- Кантон Верден-запад је формиран од једног дела Вердена, општине Сиври ла Перш (11.204 становника).

## Споменици и туристичке занимљивости
- подземна тврђава (la citadelle souterraine)
- светски центар мира (le centre mondial de la paix)
- споменик победе (le monument de la victoire)

као и у округу :
- тврђаве Во и Дуомон (les forts de Vaux et Douaumont)
- мошти Дуомона (l'ossuaire de Douaumont)
- спомен парк и село Флери (le mémorial et le village de Fleury)
- Монтфокон (Montfaucon)

Верден, као веома стари град, је сачувао бројне споменике из прошлих времена:
- Столп Шосе (La tour Chaussée)
- музеј Принцри (Le musée de la Princerie)

## Партнерски градови
- Thierville
- Meuse belleville
- Meuse glorieux